# Xã West Pennsboro, Quận Cumberland, Pennsylvania
Xã West Pennsboro (tiếng Anh: West Pennsboro Township) là một xã thuộc quận Cumberland, tiểu bang Pennsylvania, Hoa Kỳ. Năm 2010, dân số của xã này là 5.561 người.